# Poncitlán
Poncitlán é um município do estado de Jalisco, no México.
Em 2005, o município possuía um total de 43.817 habitantes.